# Glimepirida

Glimepirida

La glimepirida es un medicamento antidiabético oral de la clase de las sulfonilureas de tercera generación—, indicado en el tratamiento de la diabetes mellitus tipo 2, especialmente en pacientes cuya hiperglicemia no puede ser controlada solamente con modificaciones dietéticas. Se vende comercialmente en dosis de 2 y 4 mg, cuya acción dura entre 16 y 24 horas, indicándose entre 1 y 8 mg diarios.

## Mecanismo de acción
La glimepirida bloquea los canales de potasio dependientes de ATP que hay en las membranas de las células pancreaticas beta, mecanismo a través del cual provocan despolarización, entrada de calcio y liberación de insulina.

## Efectos adversos
Los efectos adversos incluyen: trastornos del tracto gastrointestinal, reacciones alérgicas ocasionales y raramente produce trombocitopenia, leucopenia y anemia hemolítica.En las primeras semanas de tratamiento, se puede aumentar el riesgo de hipoglucemia. El consumo de alcohol y la exposición a la luz solar debe limitarse, ya que pueden empeorar los efectos secundarios